# Мария-Магдалина (Мазепа)
Игуменья Мария-Магдалина (в миру — Марина Мазепа, девичья фамилия — Мокиевская; между 1617-1621, Белоцерковщина, Речь Посполитая — 1707, Киев, Русское царство) — игуменья Киево-Печерского Вознесенского и Глуховского Успенского девичьих монастырей. Мать гетмана Войска Запорожского Ивана Мазепы.

## Биография
Родилась Мария Мокиевская предположительно между 1617 и 1621 годом  в старинном шляхетском православном роде Белоцерковщины. Считается, что её отец погиб под Чертковым (ориентировочно в 1655 году), а брат — в 1655 году под Охматовым (по другим данным — под Дрыжеполем). По некоторым данным, получила хорошее образование.
Вступила в брак со Степаном Адамом Мазепой не позднее 1638 года. Родила двоих детей — сына Ивана и дочь Александру.
После смерти мужа в 1665 году посвятила себя общественной и церковной жизни. Была членом Луцкого Хрестовоздвиженского братства (вступила в 1666 году). Предположительно в 1674 или 1675 году после приняла постриг с именем Марии Магдалины. В 1686 году Мария Магдалина уже была игуменией Киево-Печерского Вознесенского женского монастыря, однако когда она стала игуменьей достоверно не известно. С 1687 года также стала игуменьей Глуховского Преображенского женского монастыря. Под её управлением оба монастыря процветали и были значительно расширены.
Т. Кара-Васильева называет творчество Марии-Магдалины «наиболее яркой страницей в истории украинской вышивки». Вознесенский женский монастырь, которым она руководила, был центром художественной вышивки, в нём производились самые ответственные и самые дорогостоящие работы как для Лавры, так и для других церквей и монастырей Украины. Известен её подарок Переяславскому собору — собственноручно вышитая золотом и серебром епитрахиль с надписью: «Року 1700 місяца семтемрія 16 дня. Всечесная игумения Мария Магдалина справила». Ряд работ Марии-Магдалины (пелена «Возложение во гроб» (1689), «Покрова» (1692), посох «Вручение иконы Рудницкой Богоматери» (1689) и другие) хранятся в музее-заповеднике «Киево-Печерская лавра». На них вышиты портреты гетмана Мазепы и игуменьи Марии-Магдалины Мазепы, в орнамент вплетены небесные покровители игуменьи и гетмана, их родовой герб.